# Поликарп Куш
Поликарп Куш (на немски: Polykarp Kusch) е американски физик, носител на Нобелова награда за физика за 1955 година заедно с Уилис Лам за точното определяне на магнитния момент на електрона и установяване на разлики с теоретично предсказаните стойности.

## Биография
Роден е на 26 януари 1911 година в Бланкенбург, Германия. Получава докторска степен от университета в Илинойс през 1936. Преподава в университети в Ню Йорк и Далас.
Умира на 20 март 1993 година в Далас, Тексас.